# Arrondissement de Roth
L'arrondissement de Roth est un arrondissement  ("Landkreis" en allemand) de Bavière   (Allemagne) situé dans le district ("Regierungsbezirk" en allemand) de Moyenne-Franconie. 
Son chef lieu est Roth.

## Villes, communes & communautés d'administration
(nombre d'habitants en 2006)
| Städte 1. Abenberg (5 560) 2. Greding (7 092) 3. Heideck (4 852) 4. Hilpoltstein (13 190) 5. Roth (24 948) 6. Spalt (5 046) Märkte 1. Allersberg (8 026) 2. Schwanstetten (7 467) 3. Thalmässing (5 352) 4. Wendelstein (15 981) Gemeinden 1. Büchenbach (5 172) 2. Georgensgmünd (6 689) 3. Kammerstein (2 772) 4. Rednitzhembach (6 986) 5. Rohr (3 396) 6. Röttenbach (2 941) Pas de Verwaltungsgemeinschaften | Gemeindefreie Gebiete (23,19 km²) 1. Abenberger Wald (3,14 km²) 2. Dechenwald (1,66 km²) 3. Forst Kleinschwarzenlohe (13,87 km²) 4. Heidenberg (3,23 km²) 5. Soos (1,29 km²) |